# Jewgienija Burtasowa
Jewgienija Aleksandrowna Burtasowa z domu Pawłowa (ur. 9 lipca 1993 w Gurjewsku) – rosyjska biathlonistka, dwukrotna medalistka mistrzostw świata juniorów.

## Kariera
Po raz pierwszy na arenie międzynarodowej pojawiła się w 2012 roku, startując na mistrzostwach świata juniorów w Kontiolahti. Zajęła tam 14. miejsce w biegu indywidualnym i czwarte w sztafecie. Na rozgrywanych dwa lata później mistrzostwach świata juniorów w Presque Isle wywalczyła złoty medal w sprincie i srebrny w sztafecie.
W zawodach Pucharu Świata zadebiutowała 6 grudnia 2018 roku w Pokljuce, zajmując 31. miejsce w biegu indywidualnym. Tym samym już w debiucie zdobyła pierwsze punkty. W 2019 roku wystąpiła na mistrzostwach świata w Östersund, gdzie była między innymi dziewiąta w biegu pościgowym i piąta w sztafecie.

## Osiągnięcia

### Zimowe igrzyska olimpijskie
| Rok  | Miejscowość | Konkurencje | Konkurencje | Konkurencje | Konkurencje | Konkurencje | Konkurencje | Konkurencje |
| Rok  | Miejscowość | IN          | SP          | PU          | MS          | RL          | MR          | SR          |
| ---- | ----------- | ----------- | ----------- | ----------- | ----------- | ----------- | ----------- | ----------- |
| 2022 | Pekin       | 77.         | –           | –           | –           | –           | –           | nd.         |

### Mistrzostwa świata
| Rok  | Miejscowość | Konkurencje | Konkurencje | Konkurencje | Konkurencje | Konkurencje | Konkurencje | Konkurencje |
| Rok  | Miejscowość | IN          | SP          | PU          | MS          | RL          | MR          | SR          |
| ---- | ----------- | ----------- | ----------- | ----------- | ----------- | ----------- | ----------- | ----------- |
| 2019 | Östersund   | –           | 24.         | 9.          | 18.         | 5.          | 4.          | 6.          |
| 2020 | Anterselva  | –           | –           | –           | –           | –           | –           | –           |
| 2021 | Pokljuka    | –           | 51.         | 40.         | –           | 11.         | –           | 11.         |

### Mistrzostwa świata juniorów
| Rok  | Miejscowość  | Konkurencje | Konkurencje | Konkurencje | Konkurencje | Konkurencje | Konkurencje | Konkurencje |
| Rok  | Miejscowość  | IN          | SP          | PU          | MS          | RL          | MR          | SR          |
| ---- | ------------ | ----------- | ----------- | ----------- | ----------- | ----------- | ----------- | ----------- |
| 2012 | Kontiolahti  | 14.         | –           | –           | nd.         | 4.          | nd.         | nd.         |
| 2014 | Presque Isle | 19.         | 1.          | 8.          | nd.         | 2.          | nd.         | nd.         |

### Puchar Świata

#### Miejsca w klasyfikacji generalnej
| Sezon     | Miejsce |
| --------- | ------- |
| 2018/2019 | 34.     |
| 2019/2020 | -       |
| 2020/2021 | 35.     |
| 2021/2022 | -       |

#### Miejsca na podium drużynowo
| Lp. | Dzień       | Rok  | Miejscowość | Konkurencja       | Lokata | Pudła | Czas biegu | Strata | Zwycięzca |
| --- | ----------- | ---- | ----------- | ----------------- | ------ | ----- | ---------- | ------ | --------- |
| 1.  | 13 stycznia | 2019 | Oberhof     | Sztafeta 4 × 6 km | 1.     | 0+8   | 1:18:46,3  | –      | Rosja     |